# Eudes Ier de Troyes (Robertien)
Pour l’article homonyme, voir Eudes Ier de Troyes.
Eudes Ier, mort le 1er août 871, fut comte de Troyes.
Sa filiation n'est pas connue avec certitude. Son prénom et celui de ses fils le classent incontestablement dans la parenté proche d'Eudes d'Orléans. Les dernières études le considèrent comme un fils de Robert († 834), comte de Worms et d'Oberrheingau, et de Waldrade, sœur d'Eudes d'Orléans. Selon celles-ci, il serait donc un frère de Robert le Fort.
De par ses liens familiaux, c'est un fidèle de Charles II le Chauve, qui épouse en 846 Ermentrude, fille d'Eudes d'Orléans. Possessionné comme son frère en Austrasie, il quitte ses biens au traité de Verdun (843) pour rejoindre Charles II le Chauve. En 846, celui-ci le fait comte d'Angers et le marie à Wandilmodis. Il possède également des biens dans la région de Châteaudun. En 851, il échange des biens avec l'évêque d'Angers Dodon.  
En 852, après la mort du comte Aleran, il est nommé comte de Troyes et son frère Robert lui succède à Angers. En 858, Charles II le Chauve nomme son fils Louis II le Bègue, comte du Mans, et Robert, inquiet, se révolte et appelle Louis le Germanique à son secours. Eudes suit son frère dans sa révolte, mais les frères échouent et le comté de Troyes est confisqué et confié à Rodolphe de Ponthieu, oncle de Charles II le Chauve. 
On ne sait pas si Eudes récupéra le comté de Troyes à la mort de Rodolphe. En tout cas, son frère fit sa soumission en 861 et reçut le marquisat de Neustrie.

## Enfants
De Wandilmodis, Eudes avait eu :
- Eudes II, cité comme comte de Troyes en 876 ;
- Robert († 886), comte de Troyes ;
- une fille mariée à Émenon, comte de Poitiers, puis de Périgueux et d'Angoulême.

## Source
- Édouard de Saint-Phalle, « Comtes de Troyes et de Poitiers au IXe siècle : histoire d’un double échec » dans Onomastique et Parenté dans l'Occident médiéval, Oxford, Linacre College, Unit for Prosopographical Research, coll. « Prosopographica et Genealogica / 3 », 2000, 310 p. (ISBN 1-900934-01-9), p. 154-170.